# 最低速度
最低速度（さいていそくど）とは、道路において、法令の下で、自動車が出さなければならない最低の速度を言う。

## 日本の最低速度

最低速度(324)

### 通則
自動車は、法令の規定により速度を減ずる場合及び危険を防止するためやむを得ない場合（渋滞等や、警察官の指示等、または様々な交通法規に基づいて減速・徐行・停止しなければならない場合などや、道路工事・異常気象などにより速度が出せない場合）を除いて、次の最低速度に従わなければならない。
- 「最低速度」の道路標識(324)によって最低速度（指定最低速度）が指定されている区間では、その速度に従わなければならない。
- 指定されていない区間では、政令で定める最低速度（法定最低速度）に従わなければならない。
（なお、高速自動車国道の本線車道のうち対面通行でない区間を除く他の道路、具体的には、高速自動車国道の本線車道のうち対面通行の区間（暫定2車線区間等）や登坂車線、自動車専用道路および一般道路、においては、最低速度を政令で定める事は現行法令上はなく、道路標識等による指定最低速度のみが有効である。）

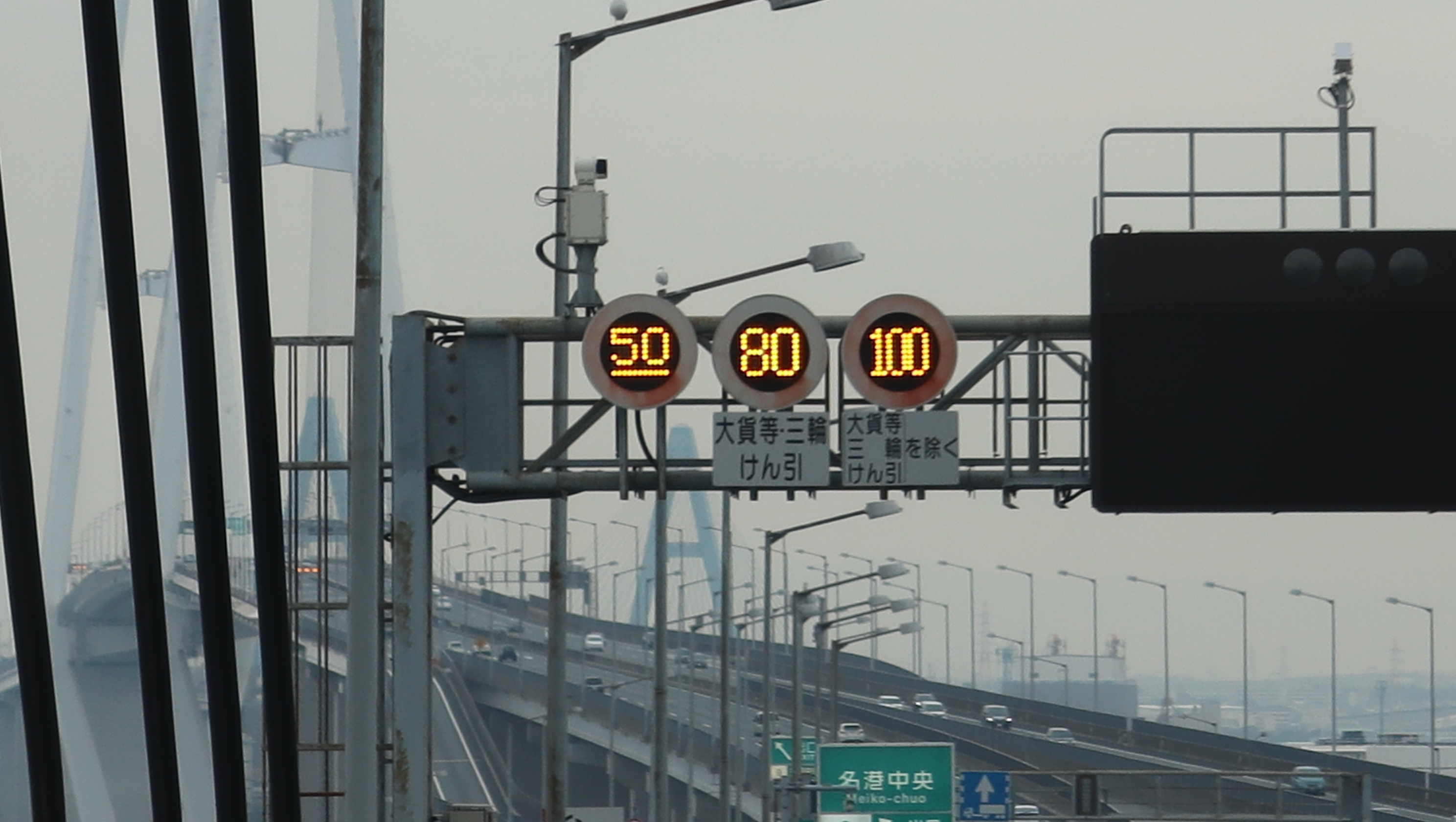
伊勢湾岸道路の最低速度の標識

自動車（及び自動二輪車）のみに対する規制であるので、原動機付自転車、軽車両、路面電車、トロリーバスには適用されない。また、法令に基づき道路の維持、修繕等のための作業に従事している道路維持作業用自動車も最低速度の適用除外となる。

### 法定最低速度
法定最低速度は、次の区分に従い次のとおりとなる。
（本線車道とは、高速自動車国道又は自動車専用道路の本線車線により構成する車道をいう。）
1. 高速自動車国道の本線車道のうち対面通行でない区間
  - 50km/h
2. 上記以外の道路
具体的には、高速自動車国道の本線車道のうち対面通行の区間（暫定2車線区間等）や登坂車線、自動車専用道路および一般道路
  - 規定なし（標識や標示による指定最低速度のみが有効。）

### その他
自動車専用道路に最低速度を設けている道路（神戸淡路鳴門自動車道や名港トリトン（伊勢湾岸自動車道に並行する一般国道302号伊勢湾岸道路）、福岡前原有料道路、東水戸道路、仙台東部道路など）もある。
現在、最低速度違反に対する罰則等は、対面通行でない高速自動車国道の本線車道での5万円以下の罰金、点数が1、反則金が普通車で6千円。高速自動車国道の本線車道のうち対面通行でない区間を除く他の道路、具体的には、高速自動車国道の本線車道のうち対面通行の区間（暫定2車線区間等）や登坂車線、自動車専用道路および一般道路においては、罰則は設けられていない。
高速自動車国道及び自動車専用道路のうち法令または指定により最低速度制限のある道路では、小型特殊自動車や故障車をけん引している自動車など、その法令上出せる最高速度が、その道路の最低速度未満となるような自動車も、通行不可となる。但し故障車けん引については、交通警察質疑応答集において、最寄りのインターチェンジ等までの応急的移動処置の場合は「危険防止のためやむを得ない場合」に該当すると解されている。
道路交通法第七十五条の八の二（重被牽引車を牽引する牽引自動車の通行区分）の適用を受ける牽引自動車が、追越しのために本線車道における当該通行区分に従わず本線車道の他の通行帯を通行できるのも、最低速度違反の車両（罰則等適用の有無は無関係である）を追い越す場合だけに限られる。本線車道において、最低速度に違反していない車両を追い越すために当該通行区分に従わずに車線変更をする事は許されず、そのまま前車に（安全な車間距離を保持して）後続しなければならない。ただし、登坂車線走行時は登坂車線の最高速度および本線車道の最低速度に違反しない範囲で、本線車道からの追越しは可能である。

## 諸外国の場合
諸外国でも高速道路などでは最低速度がある。
- 韓国 - 50km/h
- 香港 - 50km/h
- 台湾 - 60km/h
- ドイツ - 60km/h
- フランス - 80km/h